# 林應奎
林應奎（1515年—？），字德暉，福建漳州府龍溪縣人，軍籍，明朝政治人物。

## 生平
嘉靖十九年（1540年）庚子科福建鄉試第五十三名舉人。嘉靖二十三年（1544年）中式甲辰科會試第一百四十六名，登第三甲第一百四十二名進士。

## 家族
曾祖林啓昭；祖父林體用；父林泰，母傅氏。具庆下。兄應元。弟應祥。